# Институт астрономии РАН
Институт астрономии РАН — один из институтов Отделения физических наук Российской академии наук. В настоящее время расположен в Москве на Пятницкой улице, д.48. В советское время учреждение носило название Астрономический совет АН СССР (Астросовет).

## Руководители ИНАСАН (председатели, директора)
- 1937—1939 годы — В. Г. Фесенков — первый председатель Астросовета
- 1939—1963 годы — акад. А. А. Михайлов — председатель Астросовета
- 1963—1987 годы — чл.-корр. Э. Р. Мустель — председатель Астросовета
- 1987—1990 годы — акад. А. А. Боярчук — председатель Астросовета
- 1991—2003 годы — акад. А. А. Боярчук — первый директор ИНАСАН
- 2003—2016 годы — чл.-корр. РАН Б. М. Шустов — директор ИНАСАН
- 2016—2021 годы — чл.-корр. РАН Д. В. Бисикало — директор ИНАСАН
- с 30 декабря 2021 года — д.ф.-м.н., проф. РАН М. Е. Сачков — директор ИНАСАН

## История
С предложением о создании Астрономического совета при АН СССР в 1936 году выступили академики А. Е. Ферсман и В. Г. Фесенков. Данный проект был утверждён Президиумом Академии наук СССР 20 декабря 1936 года — эту дату и принято считать днём создания Астрономического совета АН СССР — в будущем Института астрономии Российской академии наук. В первые года работы перед Астросоветом была поставлена задача координирования всех исследовательских работ в области наземной оптической астрономии. Затем в рамки задач вошли такие мероприятия как: поставка в обсерватории фотоматериалов и светоприёмников, представление астрономов СССР в МАС, готовил научные экспозиции в СССР и за рубежом. Большую часть советской бытности Астросовет представлял собой две совершенно различные по функциям структуры — научный совет и научно-исследовательское учреждение.
Первой собственной исследовательской работой в Астросовете стал «Общий каталог переменных звёзд» (ОКПЗ), который МАС поручил составить в 1946 году советским астрономам. С наступлением космической эры, важнейшим направлением в работе Астросовета стала тематика наблюдений Искусственных спутников Земли (ИСЗ). В середине 60-х годов XX века Астросовет приступил к созданию международной сети наблюдений ИСЗ. К 1975 году в Евразии, Африке и Южной Америке было уже 28 специализированных наблюдательные пунктов, созданных при участии советских учёных. Астросоветом были созданы две экспериментальные станции: Звенигородскую (1958г) и Симеизскую (1975г).
В декабре 1990 года, в связи с широким спектром научных задач, что решались на базе учреждения, Президиум АН СССР распорядился о преобразовании Астросовета в Институт астрономии АН СССР. А в 1991 году институт получил своё современное название: Институт астрономии Российской академии наук (ИНАСАН). Но параллельно существует и координационный совет, именуемый Астрономический совет РАН.

## Работа ИНАСАН в начале XXI века
Многие сотрудники ИНАСАН являются членами Международного Астрономического Союза и входят в более чем в 20 разных комиссий при МАС. Ещё 12 сотрудников являются членами Европейского астрономического общества (EAS). 15 сентября 2006 года была создана Экспертная рабочая группа Совета РАН по космосу по проблеме астероидно-кометной опасности, руководителем которой стал Б. М. Шустов.

## Подразделения ИНАСАН
- Отдел экспериментальной астрономии
- Отдел физики и эволюции звёзд
- Отдел нестационарных звёзд и звёздной спектроскопии
- Отдел физики звёздных и планетных систем
- Отдел космической астрометрии
- Отдел космической геодезии
- Центр астрономических данных
- Звенигородская обсерватория
- Терскольский филиал ИНАСАН
- Группа программного обеспечения и вычислительной техники

## Дирекция ИНАСАН
- Директор института — д.ф.-м.н., проф. РАН Сачков Михаил Евгеньевич
- Председатель Диссертационного совета института — академик РАН Бисикало Дмитрий Валерьевич
- Научный руководитель института — академик РАН Шустов Борис Михайлович
- Зам. директора по научной работе — к.ф.-м.н. Копылов Евгений Анатольевич
- Зам. директора по научной работе — к.ф.-м.н. Сичевский Сергей Григорьевич
- Зам. директора по общим вопросам — Обоюднов Евгений Анатольевич
- Учёный секретарь института — к.ф.-м.н. Мурга Мария Сергеевна

## Основные направления исследований
- Космические исследования
- Наблюдения ИСЗ: визуальные, фотографические и лазерные
- Изучение верхних слоёв атмосферы Земли
- Физика солнечно-земных связей
- Физика и эволюция звёзд
- Переменные звёзды
- Эволюция тесных двойных звёздных систем
- Эволюция звёздных пульсаций
- Звёздная спектроскопия и нестационарные звёзды
- Закономерности процесса звездообразования на различных пространственно-временных масштабах
- Динамика звёздных и планетных систем

## Достижения
- 1961 год — первый в мире эксперимент по спутниковой геодезии (совместно с Пулковской обсерваторией).

## Проекты
Базы данных:
- Общий каталог переменных звёзд
- Российская виртуальная обсерватория[3]

Космические аппараты:
- Osiris[4]
- Спектр-УФ[5]

Наблюдательные проекты:
- «Большая хорда»